# 1161-й зенітний ракетний полк (Україна)
1161-й зенітний ракетний полк (1161 ЗРП, в/ч 63728) — розформована військова частина Південного оперативного командування Збройних сил України. До 2001 року входив до складу 28-ї механізованої дивізії. Розміщувався у с.Чорноморське (Одещина).